# Adesmia pauciflora
Adesmia pauciflora es una especie de planta floral del género Adesmia, categorizada en la tribu Dalbergieae, de la familia Fabaceae.

## Distribución
Especie nativa de Chile. Crece en el bioma subtropical.

## Taxonomía
Fue descrita por Vogel y publicada en Nov. Actorum Acad. Caes. Leop.-Carol. Nat. Cur. 19(Suppl. 1): 25 (1843).